# Corynoptera acantharia
Corynoptera acantharia är en tvåvingeart som beskrevs av Werner Mohrig och Roschmann 1993. Corynoptera acantharia ingår i släktet Corynoptera och familjen sorgmyggor.
Artens utbredningsområde är Österrike. Inga underarter finns listade i Catalogue of Life.